# Йолкін Сергій Володимирович
Сергій Володимирович Йолкін (нар. 26 травня 1962 року, Воркута) — російський художник-карикатурист, архітектор . Його роботи регулярно публікувалися у виданнях «Известия», Российская газета, The Moscow Times, «Ведомости», в агентстві РИА Новости і т. д. Учасник і призер міжнародних конкурсів карикатури.

## Біографія
Сергій Володимирович Йолкін народився 26 травня 1962 року в Воркуті. Дитиною він навчався в спеціальній школі мистецтва і навчився малювати з раннього віку.
У 1984 році здобув освіту архітектора-містобудівника. Брав участь у розробці генеральних планів Воронежа, Бєлгорода і Старого Оскола. У 1990-і роки працював головним редактором декількох воронезьких газет. З 1999 року став працювати професійним карикатуристом.
Його сатира на російську політику багато в чому залишається неперевершеною серед його російських колег. Свій кар'єрний шлях описує як « нетиповий особистий шлях, неправильний і нехарактерний». Більшість карикатур використовують універсальний радянський лексикон з добре відомими натяками і посиланнями. Для роботи він використовує комп'ютер, і якщо раніше, малюючи на папері, він міг створювати три малюнки в день, то з комп'ютером може за день зробити сім робіт. Об'єктами карикатур та ілюстрацій найчастіше стають політики, бізнесмени та державні діячі.
Одна з основних персон, яких малює Йолкін — це президент Путін, таких робіт у Йолкіна тисячі. Найбільш впізнавана риса в малюнках президента-великий ніс, якого в реальному житті у Путіна немає. Однак це не заважає глядачам одразу зрозуміти, що мова про Путіна. На думку дослідниці Тетяни Михайлової, це зроблено для того, по-перше, щоб ті, хто вже раніше бачив роботи Йолкіна, відразу впізнали президента, а по-друге, для того, щоб уникнути прямої асоціації з Путіним. Карикатури завжди «такі, як Путін», але не точно Путін. На відміну від того, як підносять Путіна російські ЗМІ (мужню, м'язисту і сильну фігуру), Йолкін зображує свого улюбленого персонажа як чоловіка із зайвою вагою, безформним і без переконливої схожості з президентом.
В даний час малює щоденні політичні карикатури для «Deutsche Welle» і «Радіо „Свобода“».

## Публікація
- Сергей Ёлкин. Двуглавая Россия. История в картинках. — «Альпина Паблишер», 2014. — ISBN 978-5-9614-4578-7.
- Нурали Латыпов, Дмитрий Гаврилов, Сергей Ёлкин. Турбулентное мышление. Зарядка для Интеллекта. — Издательство: «АСТ» 2013 г. ISBN 978-5-17-078025-9.
- Дмитрий Гаврилов, Нурали Латыпов, Сергей Ёлкин. Инженерная эвристика. — Издательство: «АСТ», 2012. — ISBN 978-5-271-45145-4, 978-5-271-45137-9
- Нурали Латыпов, Сергей Ёлкин, Дмитрий Гаврилов. «Самоучитель игры на извилинах»
- Питльована Лілія. Загрози енергетичній безпеці України та Європи у політичній карикатурі Сергія Йолкіна / Україна в умовах трансформації міжнародної системи безпеки. Матеріали міжнародної науково-практичної конференції. (Львів, 7–8 жовтня 2020 р.) / Упорядники: Мальський М.З., Лещенко Л.В., Кучик О.С., Вовк Р.В. Львів: Факультет міжнародних відносин ЛНУ ім. І. Франка, 2020. С. 95-101.

## Відео
- Сергій Йолкін: Іронія долі або з легким Кримом [Архівовано 26 травня 2021 у Wayback Machine.]